# Claudi Antoni
Claudi Antoni (fl. 370–380s) va ser un polític romà sota els regnats de Valentinià I, Gracià i Teodosi I. Va ser nomenat cònsol l'any 382 juntament amb Afrani Siagri.

## Biografia
Possiblement d'origen hispà, Claudi Antoni va ser un buròcrata de carrera i cristià. Cap a l'any 370, era el magister scrinii, un dels secretaris imperials, de l'emperador Valentinià I. L'any 373, Antoni ja exercia com a quaestor sacri palatii, on les seves tasques incloïen la redacció de discursos imperials per a Valentinià perquè s'adrecés al Senat. La mort de Valentinià el 375 va suposar una purga de la burocràcia per part de Gracià, però Antoni no només va sobreviure, sinó que va aconseguir prosperar sota la nova administració. Del 376 al 377 va ser nomenat prefecte del pretori de la Gàl·lia, i del 377 al 378 ho va ser d'Itàlia. Durant aquest període, Antoni va ser partidari d'Ausoni i va ser un actor clau en la creació d'una aliança cortesana entre l'aristocràcia gal·loromana i hispanoromana, que va implicar l'ascens del general i futur emperador, Teodosi. Antoni va ser responsable d'implementar la llei escolar de Gracià del maig de 376 (que subvencionava l'ocupació de gramàtics i retòrics), així com d'edictes que aclarien la relació entre les esferes judicials civil i militar a la prefectura de la Gàl·lia i consolidaven l'autoritat del vicari diocesà.
Després del seu mandat com a prefecte del pretori, Antoni va seguir l'emperador Teodosi I i es va traslladar a la cort oriental de Constantinoble, i l'any 383 va ser nomenat cònsol prior, amb Afrani Siagri com a col·lega seu. L'ascens d'Antoni al consolat es va deure als seus vincles matrimonials amb Teodosi I. Martindale i Jones especulen que Antoni tenia una germana, Maria, que estava casada amb el germà de Teodosi, Honori. Antoni escrivia tragèdies en el seu temps lliure i rebia correspondència de Quint Aureli Símmac, que el lloava pels seus èxits literaris, mentre que Antoni promovia la carrera senatorial de Símmac. També es va cartejar amb Sant Ambròs, amb qui sembla que va mantenir bones relacions.